# Asanada sutteri
Asanada sutteri är en mångfotingart som beskrevs av Würmli, M. 1972. Asanada sutteri ingår i släktet Asanada och familjen Scolopendridae. Inga underarter finns listade i Catalogue of Life.